# 李雅郎
李雅郎（越南语：／，?—?），越南前李朝皇帝李佛子的儿子。
548年，前李朝万春国皇帝李贲死后，赵光复成为君主，号称赵越王。李贲的族人李佛子与赵光复争夺越南的君位。557年，二人议和，李雅郎向赵光复的女儿赵杲娘求婚。赵光复同意了，他钟爱女儿杲娘，李雅郎入赘赵家。570年，李雅郎问赵杲娘，岳父靠什么本事抵挡他父亲赵光复的兵马：「昔吾两父王爲讐，今爲婚姻不亦善乎。然此父何術，能却彼父兵？」。赵杲娘秘密把父亲赵光复的龙爪兜鍪给李雅郎看。李雅郎潜謀易其爪，对杲娘说：「吾聞父母深恩重如天地，吾夫婦雅相愛重，不忍契闊，吾且割愛歸家。」于是回家探亲，秘密联络父亲李佛子，攻打赵光复。571年，赵光复败于李佛子，带着女儿逃到大鸦海口，赵光复跳海自杀。李雅郎后事不详。